# Волков Павло Романович
Павло Романович Волков (нар. 1909, місто Юзівка, тепер місто Донецьк Донецької області — ?) — український радянський партійний діяч, 2-й секретар Сталінського обкому КП(б)У, заступник голови Сталінського облвиконкому. Депутат Верховної Ради УРСР 2—3-го скликання.

## Біографія
Народився в родині коваля Прохорівського рудника біля Юзівки. Трудову діяльність розпочав наймитом у заможних селян, а з тринадцятирічного віку працював на шахтах Юзівки.
Був членом комсомолу, до 1933 року перебував на комсомольській роботі в Будьоннівському районі міста Сталіно, у місті Проскурові та у Харківській області.
Член ВКП(б) з 1928 року.
З 1933 року — на партійній роботі. У 1933—1938 роках — партійний організатор шахти № 30 «Рутченкове» Сталінської області, інструктор Сталінського міського комітету КП(б)У.
У 1938—1939 роках — 1-й секретар Кіровського районного комітету КП(б)У міста Сталіно.
У квітні 1939 — 1941 року — секретар Сталінського обласного комітету КП(б)У із кадрів.
У 1941—1943 роках — секретар Тульського обласного комітету ВКП(б) із вугілля.
У 1943 — травні 1945 року — секретар Сталінського обласного комітету КП(б)У із кадрів.
У травні 1945 — 1947 року — 2-й секретар Сталінського обласного комітету КП(б)У.
У 1947 — після 1955 року — 1-й заступник, заступник голови виконавчого комітету Сталінської обласної ради депутатів трудящих.
З середини 1950-х років — начальник Сталінського обласного управління автомобільного транспорту і шосейних шляхів. 

## Нагороди
- орден Трудового Червоного Прапора (23.01.1948)
- медалі